# هیکه زینگر
هیکه زینگر (انگلیسی: Heike Singer؛ زادهٔ ۱۴ ژوئیهٔ ۱۹۶۴) قایقران کانو اهل آلمان بود.